# بانک تسکو
بانک تسکو (انگلیسی: Tesco Bank) شرکت خدمات مالی و بانکداری اسکاتلندی است، که در سال ۱۹۹۷ توسط شرکت تسکو تأسیس شد.